# Viaduto dos Oitis
O Viaduto dos Oitis, também conhecido como Ponte dos Oitis é um viaduto ferroviário localizado no município paraibano de Salgadinho, na Região Metropolitana de Patos, entre as antigas estações ferroviárias de Abismo e Areia de Baraúnas. Possui 45 metros de extensão por 25 de altura.

## História
O fruto da Oitizeira o Oiti, comum no estado da Paraíba dá nome ao rio que corta sua base, e por ventura à ponte.
A ponte foi construída entre os anos de 1956 e 1957 pela construtora Camilo Collier Ltda, concreto, ferro e pedras foram a base de construção dessa ponte e ela tem como característica principal as duas grandes colunas no centro que sustentam toda a estrutura.
Hoje, os trilhos do Ramal de Campina Grande cruzam o viaduto, levando trens de carga tanto os que vão para o Ceará, quanto os que seguem no sentido oposto, para Campina Grande, Natal ou Recife.